# Marchand de tapis
Le marchand de tapis a pour profession le commerce des tapis. Il tient une boutique, surtout dans les pays producteurs à base d'artisanat, ou il peut être colporteur transportant  un petit assortiment de tapis sur son dos et enroulé autour de lui.

## Les marchands de tapis dans l'art

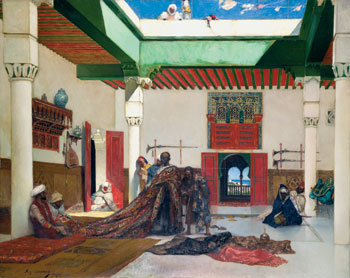
Marchand de tapis à Tanger, Jean-Joseph Benjamin-Constant (1883, collection privée)
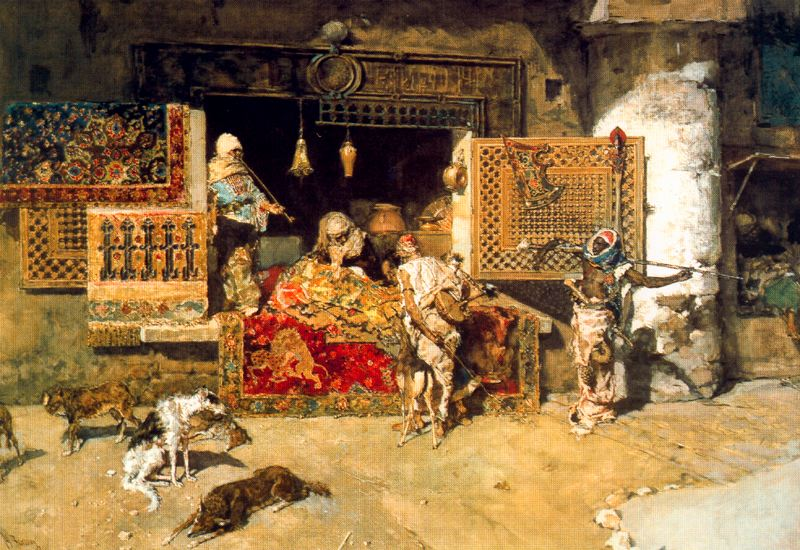
Le Vendeur de tapis, Mariano Fortuny (1870)
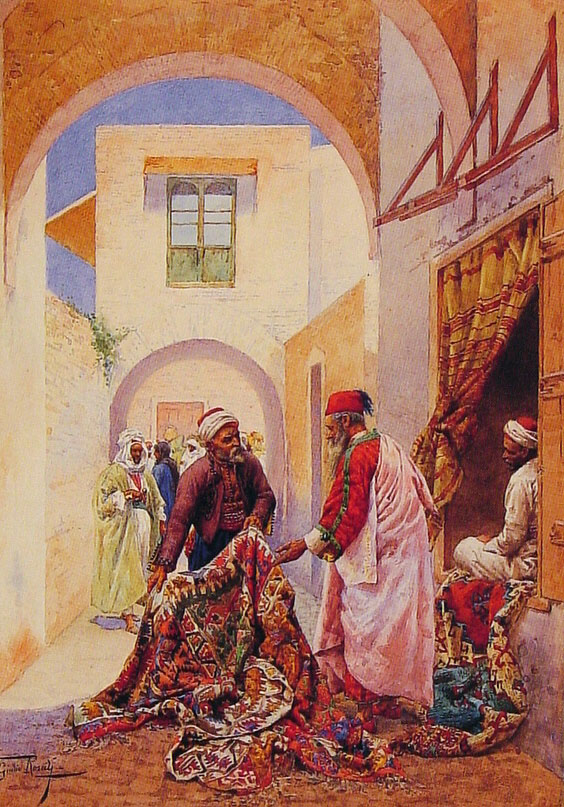
Giulio Rosati, Le Vendeur de tapis
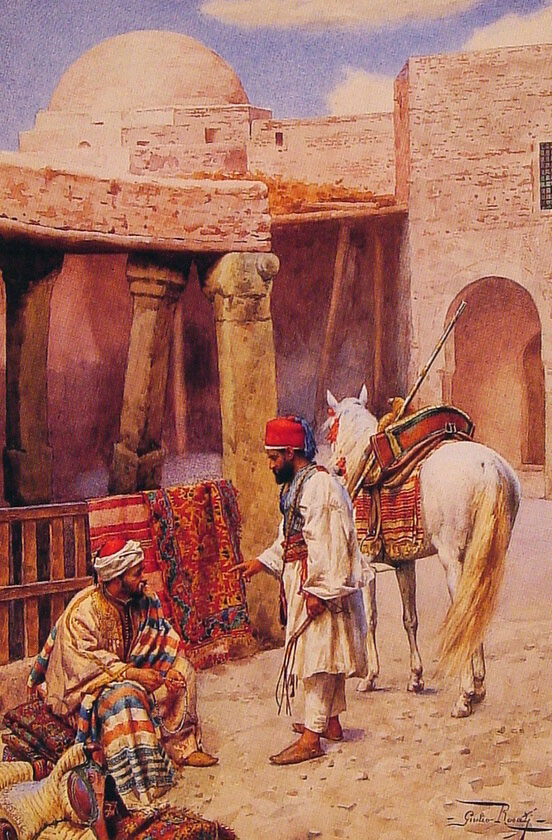
Giulio Rosati, L'Acheteur de tapis
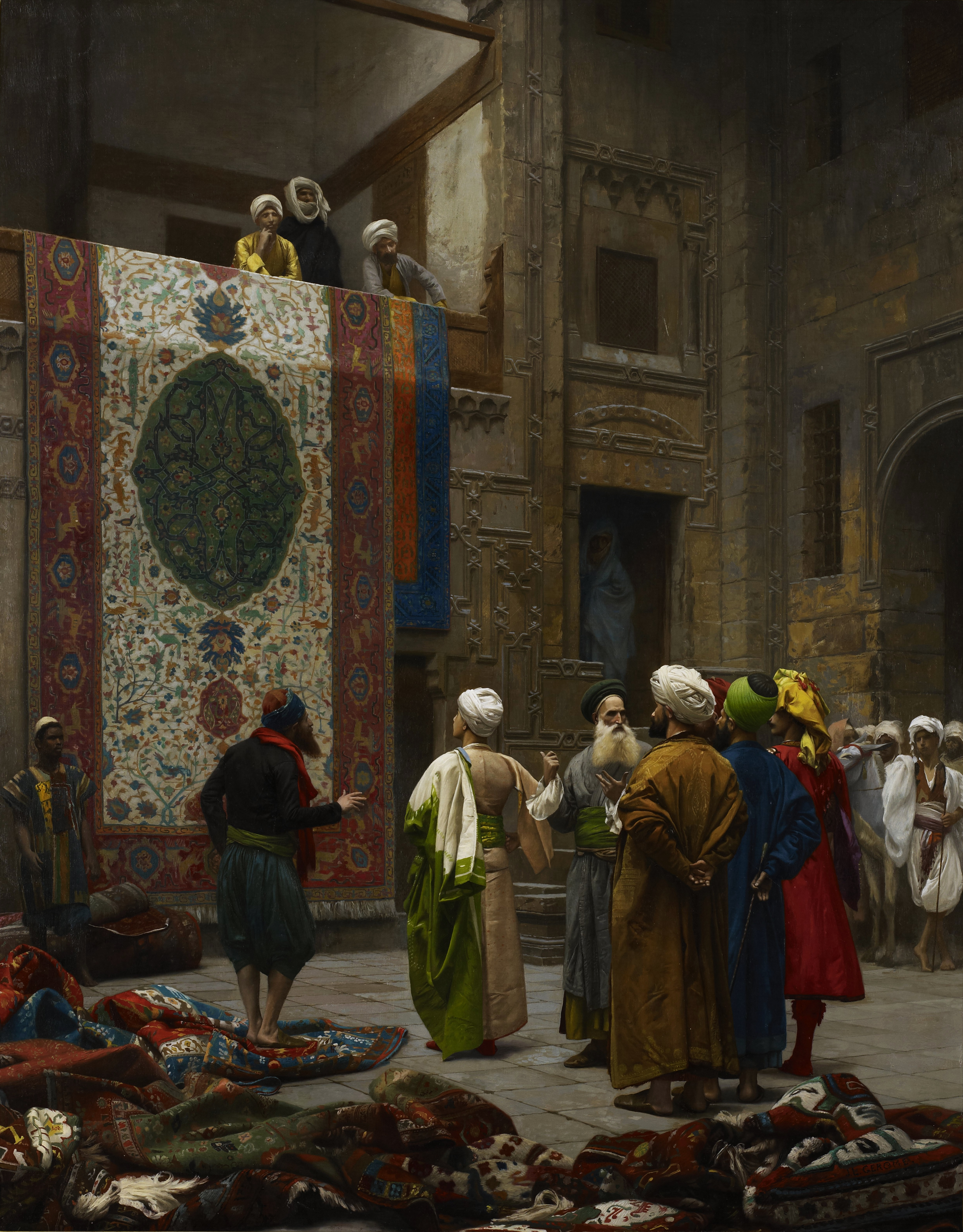
Jean-Léon Gérôme Chez le marchand de tapis (1887)